# Котардов синдром
Котардов синдром, такође познат као Котардова делузија, Котардова заблуда или синдром ходајућег леша, је ретки ментални поремећај у којем особа која је погођена има делузионо веровање да је мртва, да не постоји, да је распаднута или да је изгубила крв или унутрашње органе. Статистичка анализа стотину пацијената показала је да је порицање постојања себе присутно у 45% случајева Котардовог синдрома. Осталих 55% пацијената имало је делузије о бесмртности.
Године 1880. неуролог и психијатар Жул Котард је описао ову болест као le délire des négations (делузија порицања), психијатријски синдром различите тежине. Блажи облик се карактерише очајањем и самопонижавањем, док се озбиљнији облик карактерише интензивним делузијама порицања и хроничном психијатријском депресијом.
Случај Mademoiselle X описује жену која је порицала постојање делова свог тела (сомато-парафренија) и своју потребу за храном. Тврдила је да је осуђена на вечну проклетство и да стога није могла умрети природном смрћу. Током искуства делузије порицања, Mademoiselle X је умрла од глади.
Котардов синдром није помињан ни у Дијагностичком и статистичком приручнику менталних поремећаја, ни у 10. издању Међународне статистичке класификације болести и сродних здравствених проблема Светске здравствене организације.

## Знаци и симптоми
Делузије порицања су централни симптом Котардовог синдрома. Пацијент обично пориче своје сопствено постојање или постојање одређеног дела тела. Котардов синдром постоји у три фазе:
1. Фаза клијања: симптоми као што су психотична депресија и хипохондрија често се појављују,
2. Фаза цветања: пуни развој синдрома и делузије порицања,
3. Хронична фаза: наставак тешких делузија уз хроничну психијатријску депресију.[9]

Котардов синдром изолује особу са овим стањем од других људи због запуштености њене личне хигијене и физичког здравља. Делузије порицања себе спречавају пацијента да разуме спољашњу стварност, што доводи до изобличеног погледа на спољашњи свет. Такве делузије порицања обично се налазе у шизофренији. Иако дијагноза Котардовог синдрома не захтева да пацијент има халуцинације, снажне делузије порицања су упоредиве са онима које се налазе код пацијената са шизофренијом.

### Искривљена реалност
Чланак Betwixt Life and Death: Case Studies of the Cotard Delusion (1996) описује савремени случај Котардовог синдрома који се десио код једног Шкота чији је мозак био оштећен у моторциклистичкој несрећи:
Пацијентови симптоми су се јавили у контексту општих осећаја нереалности и осећаја да је мртав. У јануару 1990. године, након његовог отпуста из болнице у Единбургу, мајка га је одвела у Јужну Африку. Био је уверен да је одведен у пакао (што је потврђено врућином) и да је умро од сепсе (што је било ризик у раним фазама његовог опоравка), или можда од сиде (прочитао је причу у The Scotsman-у о некоме ко је умро од сепсе услед сиде), или од предозирања жутом треском. Мислио је да је "позајмио дух своје мајке да му покаже пакао" и да она спава у Шкотској.— К. М. Лифхед, 1996, 
Чланак Recurrent Postictal Depression with Cotard Delusion (2005) описује случај 14-годишњег дечака са епилепсијом који је развио Котардов синдром након напада. Његова историја менталног здравља показивала је теме смрти, хроничне туге, смањене физичке активности у слободно време, друштвене изолације и проблематичних биолошких функција.
Приближно два пута годишње, дечак је имао епизоде које су трајале од три недеље до три месеца. Током сваке епизоде, говорио је да су сви и све мртви (укључујући и дрвеће), описивао себе као мртво тело и упозоравао да ће свет бити уништен за неколико сати. Током епизоде, дечак није реаговао на угодне стимулације и није имао интересовања за друштвене активности.

## Патофизиологија
Основна неурофизиологија и психопатологија Котардовог синдрома могу бити повезани са проблемима делузионог неразумевања. Неуролошки, Котардов синдром (негирање себе) се сматра повезаним са Капграсовим делузијама (особе замењене имитаторима). Свакa врста делузије се сматра да резултира неуронским неисправностима у области фузиформног лица у мозгу, која је одговорна за препознавање лица, као и у амигдали која повезује емоције са препознатим лицем.
Неуролошка дисконекција ствара код пацијента осећај да лице које посматра није лице особе којој припада. Стога, то лице нема познатост (препознавање) која је обично повезана с њим. Ово доводи до дереализације или одвајања од окружења. Ако лице које пацијент посматра припада особи коју познаје, он или она ће то лице доживети као лице имитатора (Капграсов синдром). Ако пацијент види своје лице, могу осећати да не постоји веза између тог лица и њиховог осећаја себе, што доводи до тога да пацијент верује да не постоји (Котардов синдром).
Котардов синдром се обично сусреће код особа са психозама, као што је шизофренија. Такође се може наћи у случајевима клиничке депресије, дереализације, тумора мозга и мигренозних главобоља. Медицинска литература указује на то да се појава Котардовог синдрома повезује са лезијама у паријеталном режњу. Као такви, пацијенти са Котардовим синдромом имају већу учесталост атрофије мозга, посебно медијалног фронталног режња, него особе из контролних група.
Котардов синдром се такође може појавити као последица негативне физиолошке реакције пацијента на лекове (на пример, ацикловир). Појава симптома Котардовог синдрома била је повезана са високом концентрацијом серума 9-карбоксиметоксиметилгуанина (CMMG), главног метаболита ацикловира.
Пацијент са ослабљеним бубрезима (поремећена бубрежна функција) наставио је да ризикује појаву делузивних симптома упркос смањењу дозе ацикловира. Хемодијализа је решила пацијентове делузије (о негирању себе) у року од неколико сати од почетка лечења, што сугерише да појава симптома Котардовог синдрома не мора увек бити разлог за хоспитализацију пацијента у психијатријској болници.

## Лечење
Фармаколошки третмани, уз коришћење антидепресива, антипсихотика и стабилизатора расположења, успешни су у лечењу Котардовог синдрома. Такође, код депресивног пацијента, електроконвулзивна терапија (ЕКТ) је ефикаснија од фармакотерапије.
Котардов синдром који настаје као резултат негативне реакције на лек валциковир повезан је са повишеном концентрацијом серума једног од метаболита валциковира, 9-карбоксиметоксиметилгуанина (CMMG). Успешан третман подразумева обуставу коришћења валциковира. Хемодијализа је била повезана са благовременим уклањањем CMMG и разрешавањем симптома.

## Студије случаја
Један пацијент, под именом WI из разлога приватности, дијагностикован је са Котардовим синдромом након што је претрпео значајну трауму на мозгу. Лекари су уочили оштећење церебралне хемисфере, фронталног дела мозга и вентрикуларног система након што су прегледали магнетну резонанцу и компјутеризовану томографију пацијента. У јануару 1990. године, WI је отпуштен на амбулантну негу.
Иако је његова породица организовала путовање у иностранство, он је и даље имао значајне упорне визуелне потешкоће, што је довело до упућивања на офталмолошки преглед. Формално визуелно тестирање открило је даље оштећење. Неколико месеци након првобитне трауме, WI је и даље имао потешкоћа у препознавању познатих лица, места и објеката. Такође, био је убеђен да је мртав и доживљавао је осећај дереализације.
Касније 1990. године, након што је отпуштен из болнице, WI је био убеђен да је отишао у Пакао након што је умро од сиде или сепсе. Када је WI коначно потражио неуролошке тестове у мају 1990. године, више није био потпуно уверен да је мртав, али је још увек имао тај осећај. Додатна тестирања су показала да је WI био у стању да разликује мртве и живе људе, осим самог себе. Када је WI лечен од депресије, његове делузије о смрти су се смањиле за месец дана.
У новембру 2016. године, новине Daily Mirror објавиле су извештај о Ворену Мекинлију из Брејнтрија у Есексу, који је развио Котардов синдром након озбиљне несреће на мотору.

## Друштво и култура
- Главни јунак филма Чарлија Кауфмана из 2008. године Synecdoche, New York зове се Кејден Котард. Током филма, Котард мисли да умире, а ми видимо и друге примере Котардовог синдрома, као што су сцене у којима његова ћерка, Олив, почиње да виче да има крви у телу и, како филм одмиче, Котард нестаје из представе коју пише о свом животу и представљају га други глумци, док он преузима улогу чистачица.[24]
- Спекулише се да је Пер "Дед" Олин, фронтмен блек метал бендова Mayhem и Morbid, имао Котардов синдром као резултат напада у младости,[25] што га је оставило клинички мртвог на кратко време. Он је развио опсесију смрћу одмах након тога,[26] често се повређивао на сцени и међу пријатељима, и постао је све депресивнији и интровертнији,[27] што је на крају довело до његове самоубиства 1991. године.
- У четвртој сезони британске криминалистичке серије Лутер, главни јунак Џон Лутер истражује серијског убицу са Котардовим синдромом.[28]
- У десетој епизоди прве сезоне телевизијске серије Ханибал на NBC-у, главни јунак Вил Грејем истражује серијског убицу са Котардовим синдромом.[29]
- У четрнаестој епизоди четврте сезоне ТВ серије Стажисти, пацијент који има Котардов синдром верује да је умро пре неколико година.[30]
- Албум Self-Ish групе Will Wood and the Tapeworms из 2016. године садржи песму Cotard's Solution (Anatta, Dukkha, Anicca).[31]
- Ауторка Есме Вејџун Ванг је раније патила од Котардовог синдрома, а њено искуство са овим стањем кључни је елемент у њеној збирци есеја The Collected Schizophrenias.[32]